# Jeux d'eau (Ravel)
Jeux d'eau (Jocs d'aigua) és una peça per a piano de Maurice Ravel composta el 1901. La va dedicar al seu mestre Gabriel Fauré i l'estrena va tenir lloc el 5 d'abril de 1902 interpretada per Ricard Viñes, gran amic del compositor. La partitura porta en epígraf una citació de Henri de Régnier: «Dieu fluvial riant de l'eau qui le chatouille». L'execució de l'obra dura aproximadament uns cinc minuts.
Encara que la reputació de "debussyste" i d'impressionista de Ravel s'inicia amb aquesta obra, Jocs d'aigua, en aquest cas és en Liszt (A la vora d'una font, 1855 i Jocs d'aigua de la vil·la d'Este, 1883) on cal buscar les fonts del compositor.
| «                                          | «Els Jocs d'aigua, apareguts el 1901, són a l'origen de totes les novetats pianístiques en què s'ha volgut fixar-se a la meva obra. Aquesta habitació, inspirada del soroll de l'aigua i dels sons musicals que fan sentir els brolladors d'aigua, les cascades i els rierols, és fundada en dos motius a la manera d'un primer temps de sonata, sense tanmateix sotmetre's al pla tonal clàssic.» | » |
| — Maurice Ravel, Esbós autobiogràfic, 1928 | |   |

Fauré tenia els Jocs d'aigua en gran estima, però Saint-Saëns no va voler veure en aquesta peça d'avantguarda més que una «cacofonia». Tanmateix l'obra va tenir ràpidament un gran èxit, va afirmar definitivament la personalitat musical de Ravel i va tenir una influència sobre alguns dels seus contemporanis com, per exemple, Debussy (Preludis, Estudis). La seva brevetat i la seva dolçor la fan una pàgina preuada en els concerts.